# Praia da Vitória

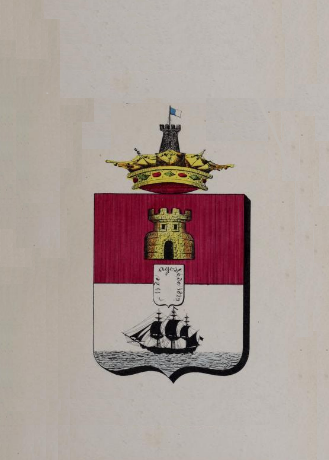
Armas anteriormente usadas pelo Município da Praia da Vitória (1837-1939).

Praia da Vitória é uma cidade portuguesa localizada na parte leste da ilha Terceira, no grupo central do arquipélago dos Açores, na Região Autónoma dos Açores, contando com 3 601 habitantes (2021)
É sede do município da Praia da Vitória com 162,29 km² de área e 21 035 habitantes (2011), subdividido em 11 freguesias. O município, um dos dois da ilha, é limitado a sul e oeste pelo município de Angra do Heroísmo e pelo oceano Atlântico a norte e a leste.

## História
Instalados definitivamente os primeiros povoadores na ilha Terceira, passou Jácome de Bruges, primeiro capitão do donatário da ilha, ao lugar da Praia, onde fixou a sua residência, juntamente com seu lugar-tenente Diogo de Teive. A Praia constituiu-se assim na sede da capitania da Terceira entre 1456 e 1474, ano em que a ilha foi dividida em duas capitanias, pelo desaparecimento do donatário, ficando a capitania da Praia a cargo de Álvaro Martins Homem.
A região desenvolveu-se com rapidez, graças à cultura do pastel e do trigo. Desse modo, a Praia foi elevada a Vila, sede de Concelho, em 1480, ainda ao tempo de Álvaro Martins Homem.
No último quartel do século XVI, Gaspar Frutuoso assim descreve a vila:
"(...) e logo está a vila da Praia, nobre e sumptuosa e de bons edificios, edificados por muito bom modo, cercada de boa muralha, com os seus fortes e baluartes toda em redondo, povoada de nobres e antigos moradores, como uma das mais antigas povoações da ilha, rodeada de fermosas e ricas quintas de nobres e grandiosos fidalgos, com uma freguesia e sumptuosa igreja de três naves, com a capela-mor de abóbada e portais e pilares bem lavrados de pedra mármore, toda cercada de capelas de grandes morgados (...) sua invocação principal é de Santa Cruz (...)."
"(...) onde há casa de Misericórdia e hospital, com duas igrejas, uma do hospital do Espírito Santo e outra de Nossa Senhora, com uma nave pelo meio (...); e um fermoso mosteiro de S. Francisco em que continuamente residem dez ou doze religiosos, onde há muitas capelas de morgados semelhantes aos acima ditos; três mosteiros de freiras, o mais principal dos quais é de Jesus (...), de quarenta freiras de véu preto e os dois, um de Nossa Senhora da Luz e outro das Chagas, da obediência e da observância de S. Francisco, em que há menos religiosas." (FRUTUOSO, Gaspar. Saudades da Terra (Livro VI). Cap. I, p. 15.)

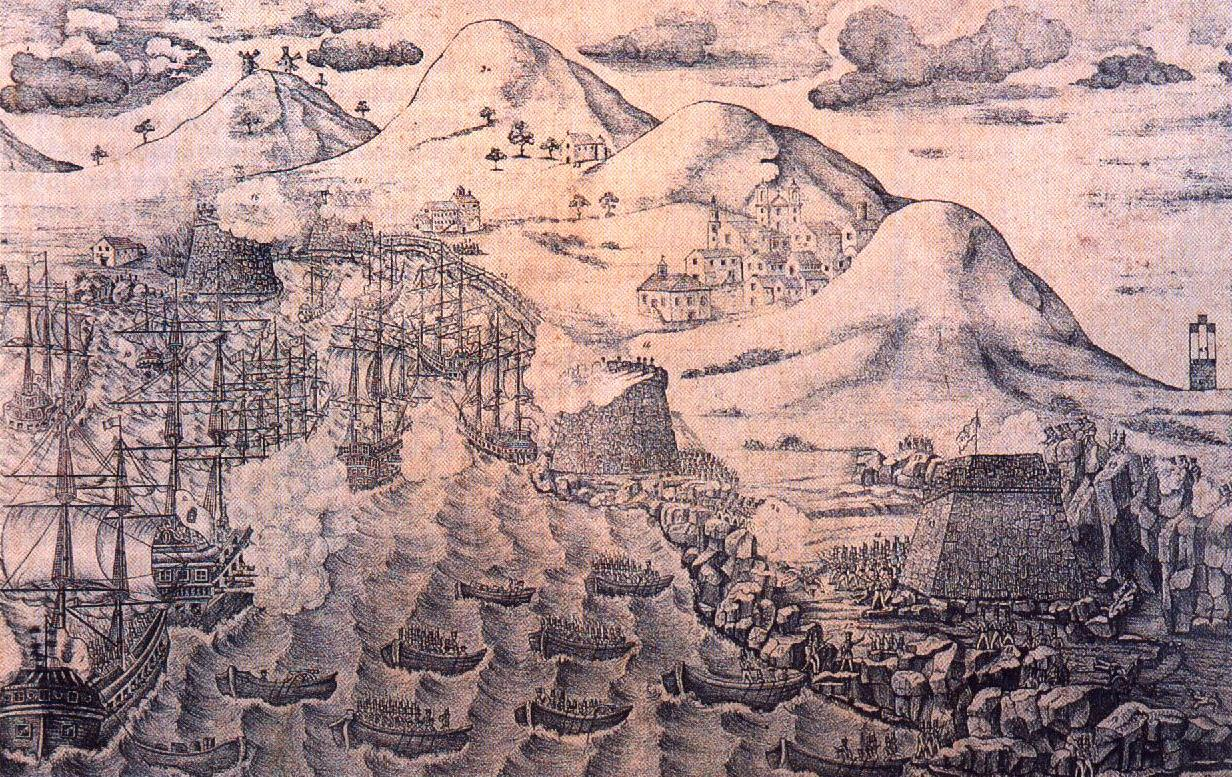
Batalha da baía da Praia.

No contexto da Dinastia Filipina, aqui se travou a batalha da Salga (1581). Foi na Praia que o pretendente ao trono de Portugal, D. António Prior do Crato, foi aclamado rei aquando do seu desembarque nesta localidade em 1582. Posteriormente, no contexto da Restauração da Independência Portuguesa, foi na Praia que se deu a aclamação de João IV de Portugal, quando da chegada de Francisco Ornelas da Câmara à Terceira.

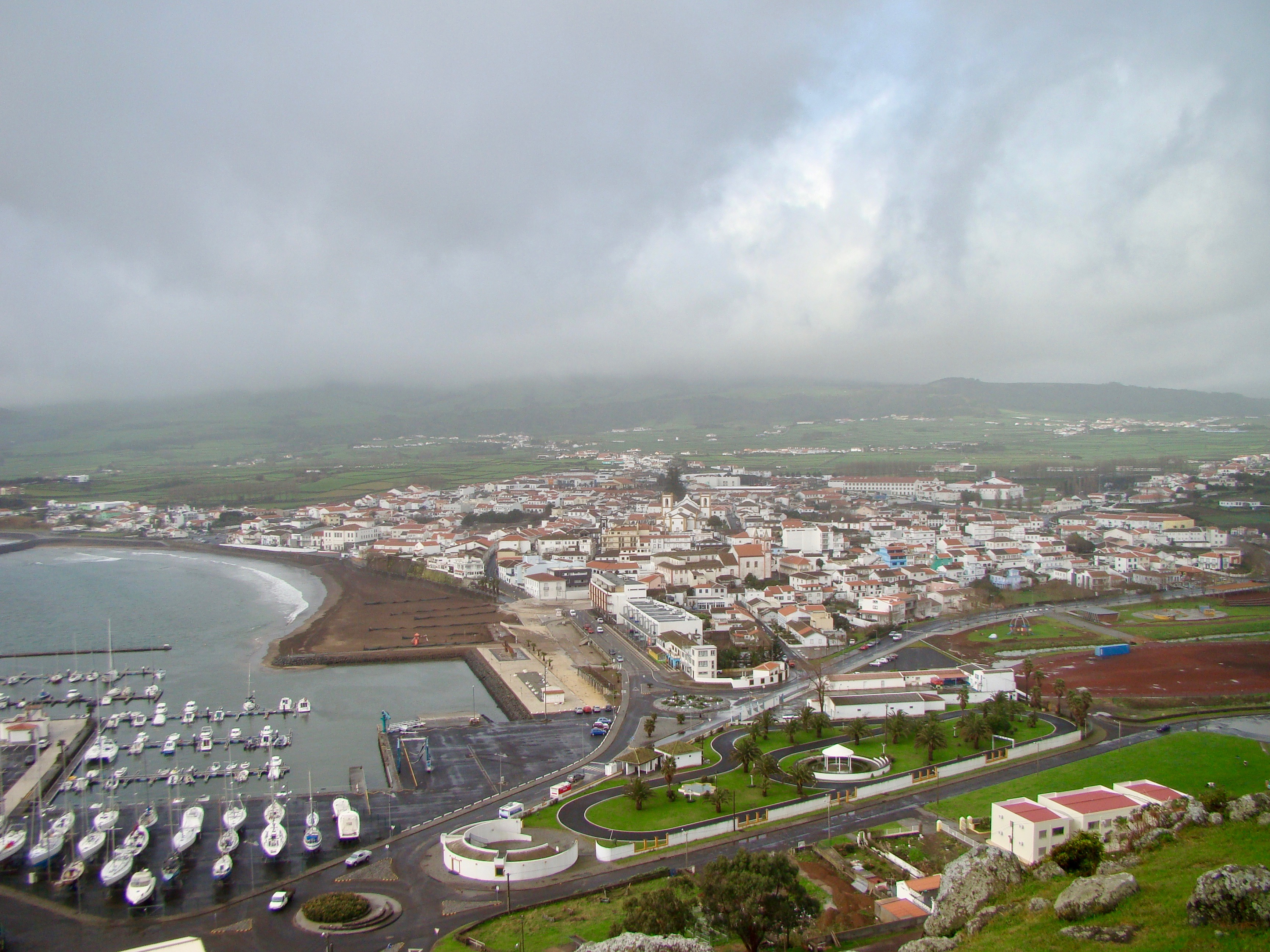
Baía da Praia da Vitória, parte da Praia Grande.

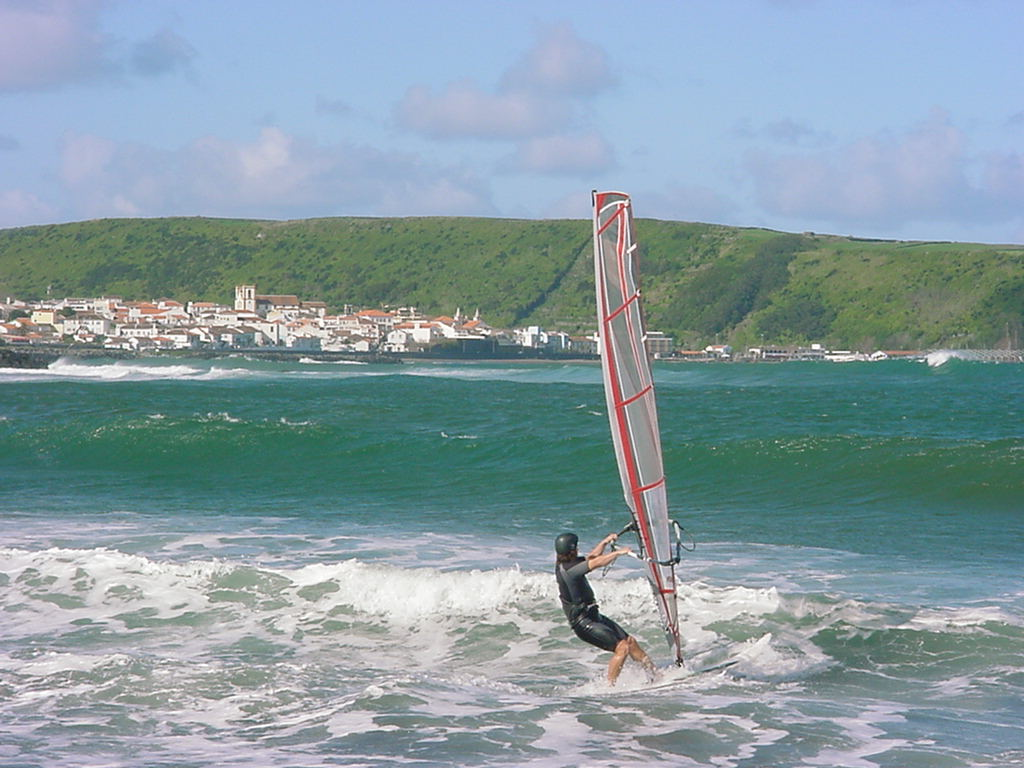
Baía da Praia da Vitória.

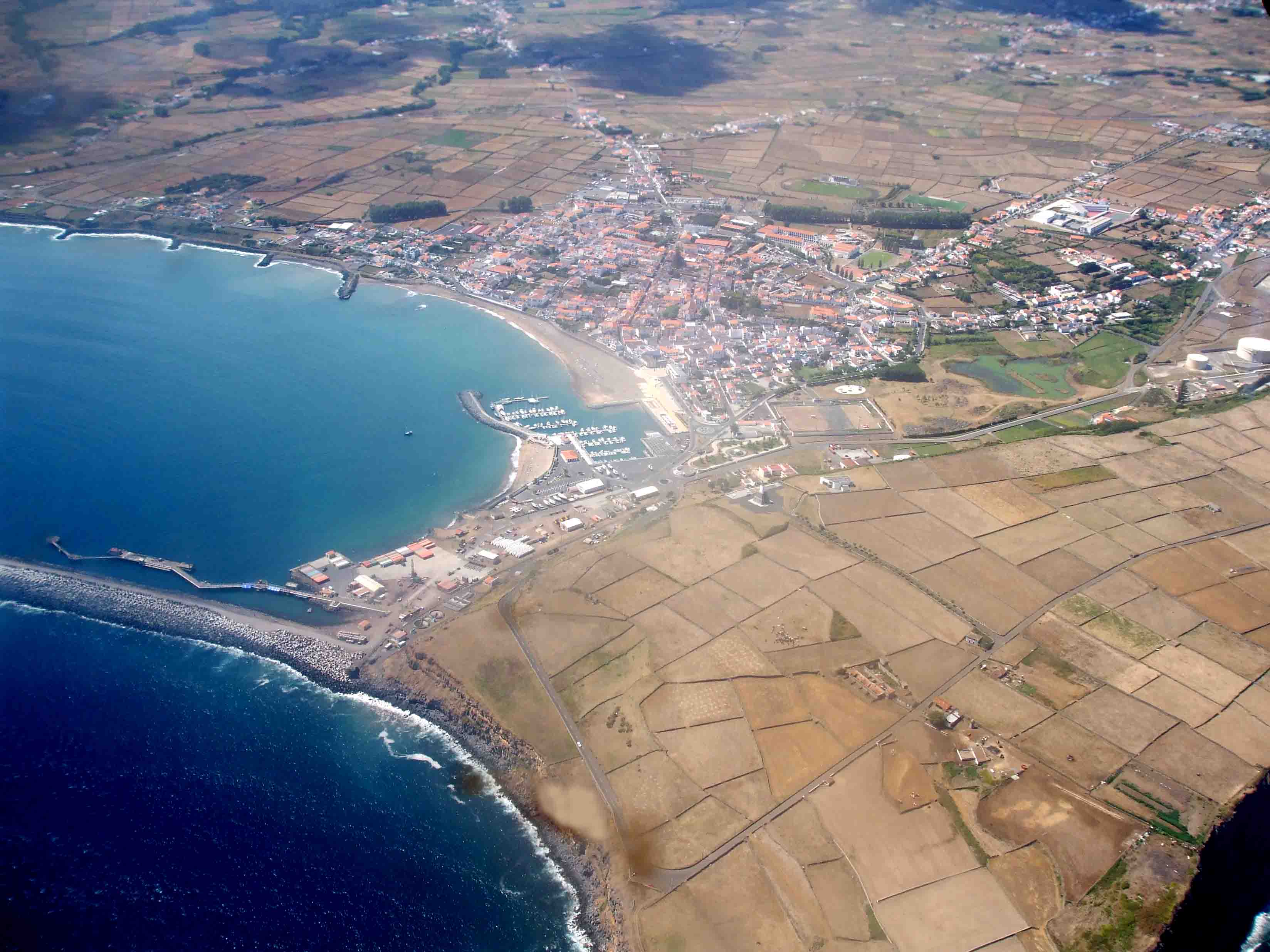
Baía da Praia da Vitória.

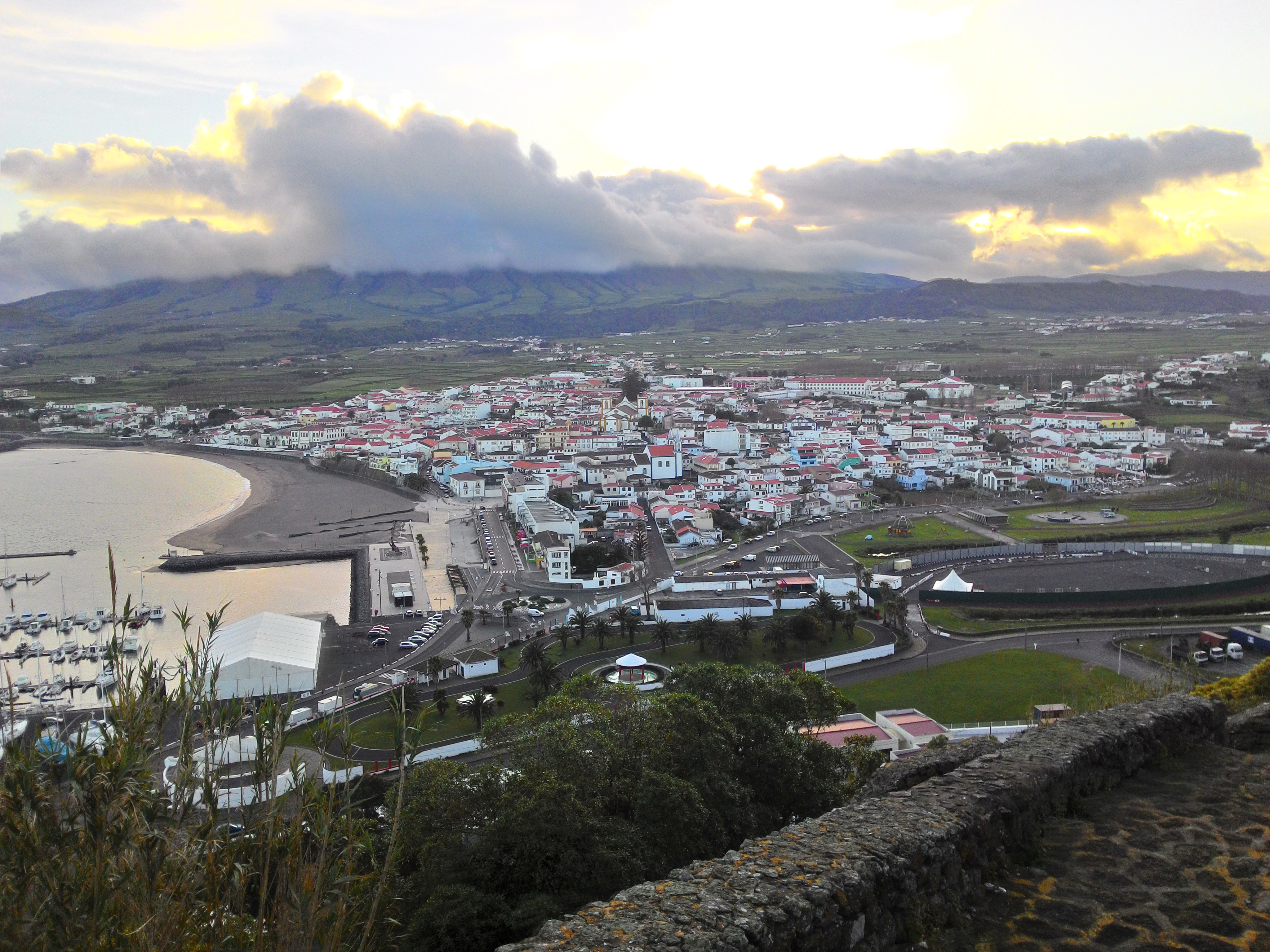
Cidade da Praia da Vitória em 2015.

A povoação foi arrasada pelo grande terramoto de 1614, tendo o mar tragado as que lhe ficavam mais próximas. Durante o século XVII foi reconstruída, continuando presa de diversos abalos sísmicos menores.
A 24 de março de 1641 Francisco Ornelas da Câmara procede à aclamação do rei D. João IV de Portugal diante da Igreja Matriz de Santa Cruz.
No decorrer da Guerra Civil Portuguesa (1828-1834), aqui se travou ainda a batalha da baía da Praia (11 de Agosto de 1829), quando frustrou a tentativa de desembarque de uma esquadra de tropas miguelistas. Esta vitória levou a que, por carta régia de 12 de Janeiro de 1837, como reconhecimento, lhe fossem outorgados os títulos de "Mui Notável" e "da Vitória" pela soberana.
A sua importância económica permaneceu, apesar do grande terramoto de 15 de Junho de 1841 (a chamada "Caída da Praia") que a destruiu parcialmente. A sua reconstrução, a partir dos meados do século XIX deveu-se à iniciativa do Conselheiro José Silvestre Ribeiro. O padre Jerónimo Emiliano de Andrade, que viveu em meados do século XIX, refere:
"Apenas o viajante sai da freguesia do Cabo da Praia tem logo à vista a magnífica e majestosa Vila da Praia da Vitória, que lhe fica a uma distância de pouco mais de um quarto de légua. (...)"
A vila foi elevada à categoria de cidade a 20 de Junho de 1981, tendo-se designado Vila da Praia da Vitória até 1983.
Na actualidade, esta cidade dispõe de modernas infra estruturas que a colocam num lugar de destaque nos Açores e em particular no Grupo Central. Possui o Aeroporto das Lajes, construído na segunda metade do século XX, e o amplo Porto Oceânico da Praia da Vitória, que funcionam como as principais portas de acesso para a ilha.
Nos arredores do Porto Comercial localiza-se o Parque Industrial da Praia da Vitória. A sua criação fez da cidade um importante pólo de desenvolvimento da Terceira.
Pela Portaria n.º 9289, de 11 de agosto de 1939, as armas históricas concedidas por decreto da rainha D. Maria II de Portugal em recompensa pelo papel desempenhado pelo povo do concelho durante a Guerra Civil Portuguesa foram substituídas pelas que o Município presentemente usa.

## Freguesias
As onze freguesias que compõem o município da Praia da Vitória são as seguintes:
- Agualva
- Biscoitos
- Cabo da Praia
- Fonte do Bastardo
- Fontinhas
- Lajes
- Porto Martins
- Santa Cruz
- Quatro Ribeiras
- São Brás
- Vila Nova

## População
| Número de habitantes                     | Número de habitantes | Número de habitantes | Número de habitantes | Número de habitantes | Número de habitantes | Número de habitantes | Número de habitantes | Número de habitantes | Número de habitantes | Número de habitantes | Número de habitantes | Número de habitantes | Número de habitantes | Número de habitantes | Número de habitantes |
| ---------------------------------------- | -------------------- | -------------------- | -------------------- | -------------------- | -------------------- | -------------------- | -------------------- | -------------------- | -------------------- | -------------------- | -------------------- | -------------------- | -------------------- | -------------------- | -------------------- |
| 1864                                     | 1878                 | 1890                 | 1900                 | 1911                 | 1920                 | 1930                 | 1940                 | 1950                 | 1960                 | 1970                 | 1981                 | 1991                 | 2001                 | 2011                 | 2021                 |
| 14481                                    | 14174                | 14533                | 15516                | 15523                | 15262                | 15888                | 17242                | 21164                | 28236                | 26035                | 20762                | 20436                | 20252                | 21035                | 19463                |
| Número de habitantes por Grupo Etário ** |                      |                      |                      |                      |                      |                      |                      |                      |                      |                      |                      |                      |                      |                      |                      |
|                                          |                      |                      | 1900                 | 1911                 | 1920                 | 1930                 | 1940                 | 1950                 | 1960                 | 1970                 | 1981                 | 1991                 | 2001                 | 2011                 | 2021                 |
| 0-14 Anos                                | 0-14 Anos            | 0-14 Anos            | 4 828                | 5 233                | 5 110                | 4 852                | 5 629                | 6 296                | 9 677                | 8 415                | S/ dados             | 5 008                | 3 971                | 3 374                | 2 632                |
| 15-24 Anos                               | 15-24 Anos           | 15-24 Anos           | 2 629                | 2 359                | 2 569                | 3 004                | 2 769                | 3 843                | 4 169                | 4 420                | S/ dados             | 3 076                | 3 304                | 2 910                | 2 133                |
| 25-64 Anos                               | 25-64 Anos           | 25-64 Anos           | 6 588                | 6 361                | 6 086                | 6 669                | 7 601                | 9 870                | 12 838               | 11 195               | S/ dados             | 9 924                | 10 361               | 11 870               | 11 126               |
| = ou > 65 Anos                           | = ou > 65 Anos       | = ou > 65 Anos       | 1 412                | 1 527                | 1 452                | 1 200                | 1 177                | 1 405                | 1 552                | 2 005                | S/ dados             | 2 428                | 2 616                | 2 881                | 3 572                |

- Número de habitantes "residentes", ou seja, que tinham a residência oficial neste concelho à data em que os censos  se realizaram

- - De 1900 a 1950 os dados referem-se à população "de facto", ou seja, que estava presente no concelho à data em que os censos se realizaram. Daí que se registem algumas diferenças relativamente à designada população residente

## Relevo e vegetação
O concelho da Praia da Vitória apresenta uma linha de costa consideravelmente acentuada, onde predominam as arribas e as zonas de calhau, é de também marcado pela planície do Ramo Grande, que no passado constitui-se no celeiro da ilha e hoje quase totalmente ocupada pelo aeroporto das Lajes, pelo maciço vulcânico da serra do Labaçal, no qual se destaca o pico Agudo (833 metros), que marca o relevo do município, pela serra do Cume e pela serra de Santiago.
A linha de costa é bastante acentuada, predominando as arribas e as zonas de calhau. A baía da Praia da Vitória abriga um extenso areal, o único da ilha e o mais extenso do arquipélago.

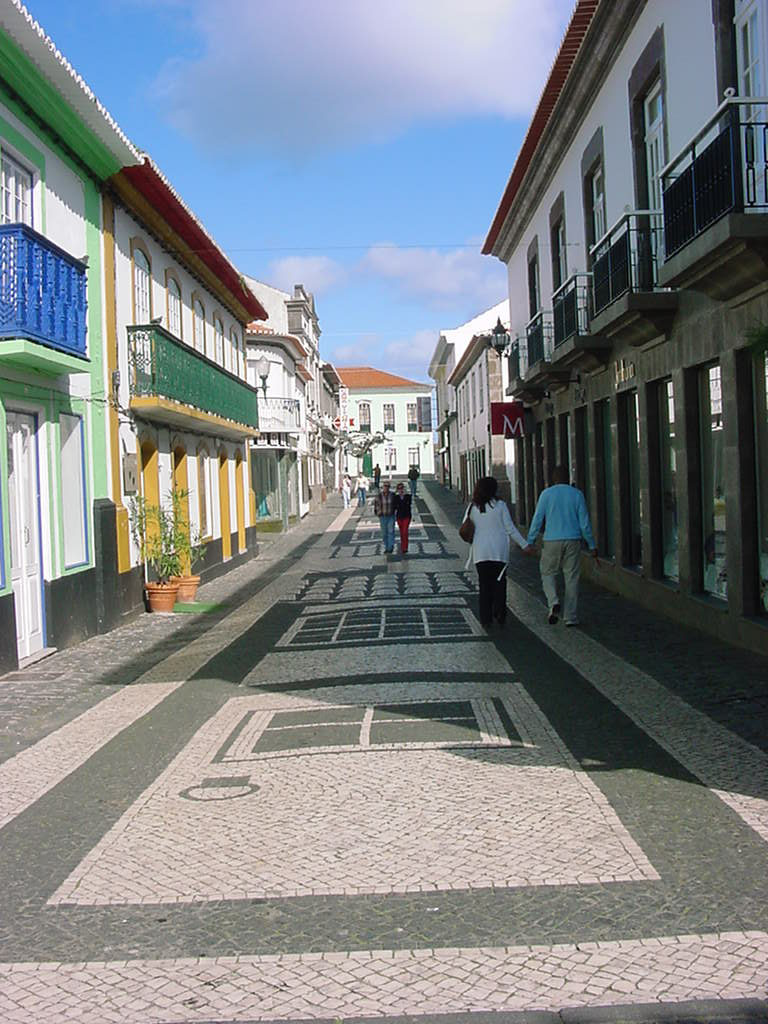
Rua de Jesus, Praia da Vitória.

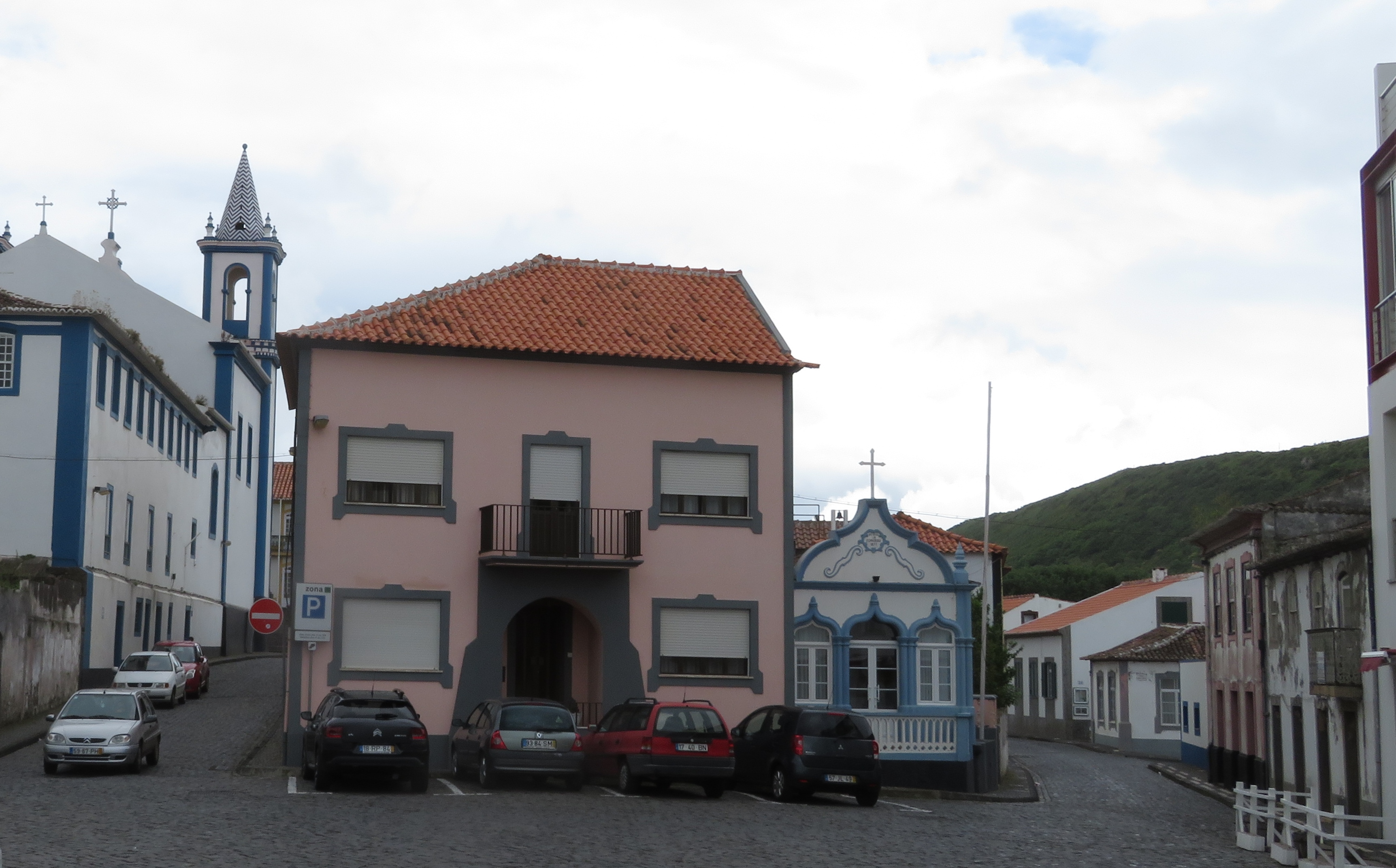
Largo José S. Ribeiro com Império dos Marítimos (1877)

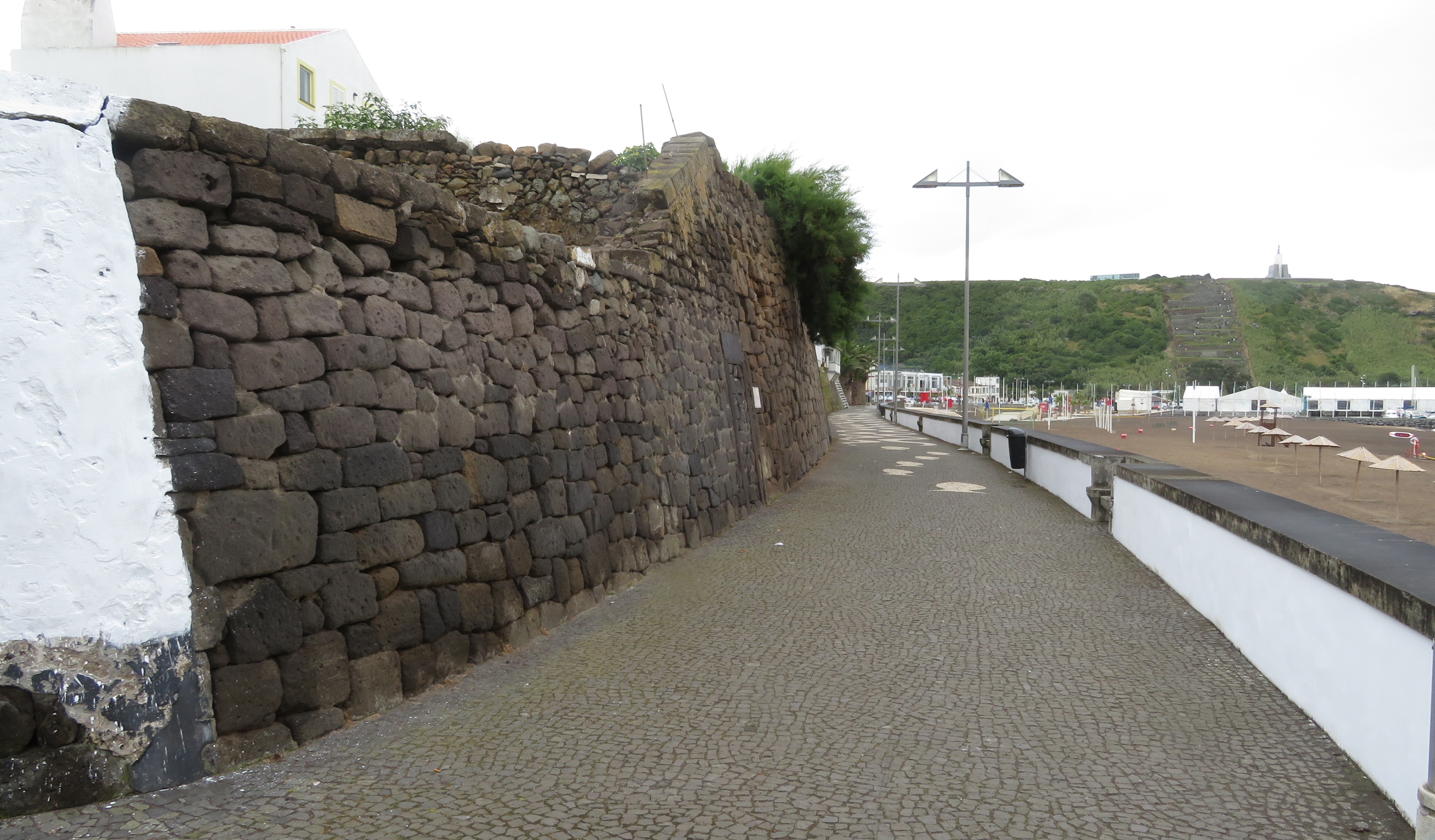
Muralha

A paisagem do Concelho encontra-se quase que totalmente explorada pelo Homem, seja pela agricultura, seja pela pecuária. A área florestal está ocupada por várias espécies, destacando-se a criptoméria, o eucalipto, a acácia e o pinheiro.
Nas reservas naturais do Pico Alto e do Biscoito da Ferraria, encontram-se preservados restos da flora endémica da ilha, como o cedro-do-mato (Juniperus brevifolia, Antoine), a urze (Erica azorica, Hochst.), o pau-branco (Picconia azorica) e o folhado (Viburnum treleasei).

### Património natural

Praia Grande de Praia da Vitória.

- Complexo desmantelado da Serra do Cume
- Calheta do Lagador
- Gruta dos Balcões.
- Gruta da Furna da Madre de Deus
- Gruta do Natal
- Gruta dos Principiantes
- Gruta das Pombas
- Lagoa do Ginjal
- Lagoa do Negro
- Paul da Praia da Vitória
- Praia da Riviera (Cabo da Praia)
- Praia das Escaleiras
- Praia dos Oficiais
- Praia dos Sargentos
- Reserva Natural da Alagoa da Fajãzinha
- Serra do Facho
- Lagoa do Labaçal

## Clima
O clima é semelhante do ao arquipélago, húmido e temperado marítimo. A temperatura média anual ronda os 17,6oC, sendo Fevereiro o mês mais frio (14,3oC) e Agosto o mais quente (20oC).

## Arquitetura e urbanismo
A cidade está situada à beira-mar, numa grande planície rodeada por um lado pela Serra do Facho, que lhe apresenta uma perspectiva de terrenos em declive cobertos de verde, e pela extensa praia em forma de meia-lua. A protegê-la ainda dos ventos dominantes eleva-se a Serra do Cume, que forma o Complexo desmantelado da Serra do Cume.

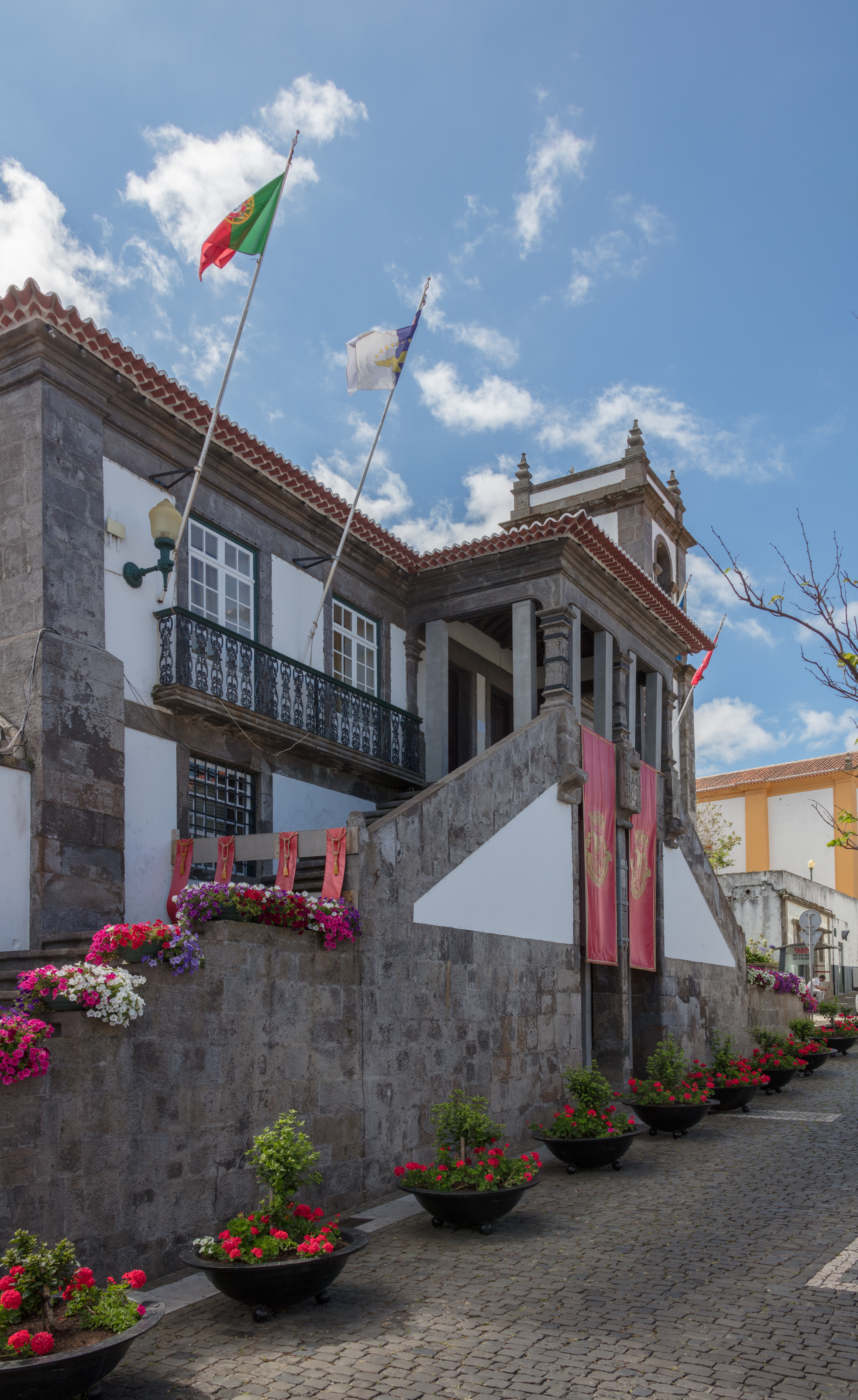
Câmara Municipal de Praia da Vitória.

O centro histórico da cidade conserva casas seculares, com curiosos trabalhos em cantaria e belas janelas e varandas, bem como um interessante património arquitectónico. Entre as principais edificações destacam-se:
- Câmara Municipal da Praia da Vitória
- Igreja Matriz;
- Igreja do Senhor Santo Cristo das Misericórdias;

Na freguesia do Cabo da Praia destaca-se o Forte de Santa Catarina.

### Praça Francisco Ornelas da Câmara
Esta praça é dedicada a Francisco Ornelas da Câmara, político açoriano da época da Restauração da Independência Portuguesa e líder da campanha militar que conduziu à submissão da Fortaleza de São João Baptista da Ilha Terceira (1641-1642).
A praça inclui uma estátua da autoria de Abraam Abohobot inaugurada no dia do 1.º centenário da Batalha da Praia da Vitória, combate naval ferido no dia 11 de agosto de 1829, na baía da então Vila da Praia, em que forças Miguelistas se opunham contra as forças dos liberais de D. Pedro I do Brasil, IV de Portugal.
Este monumento procura homenagear os heróis desta batalha e foi mandada erguer pelo praiense António Ázera, que foi presidente da Comissão Administrativa da Câmara Municipal da Praia da Vitória.

## Património edificado

### Arquitetura civil
- Auditório do Ramo Grande

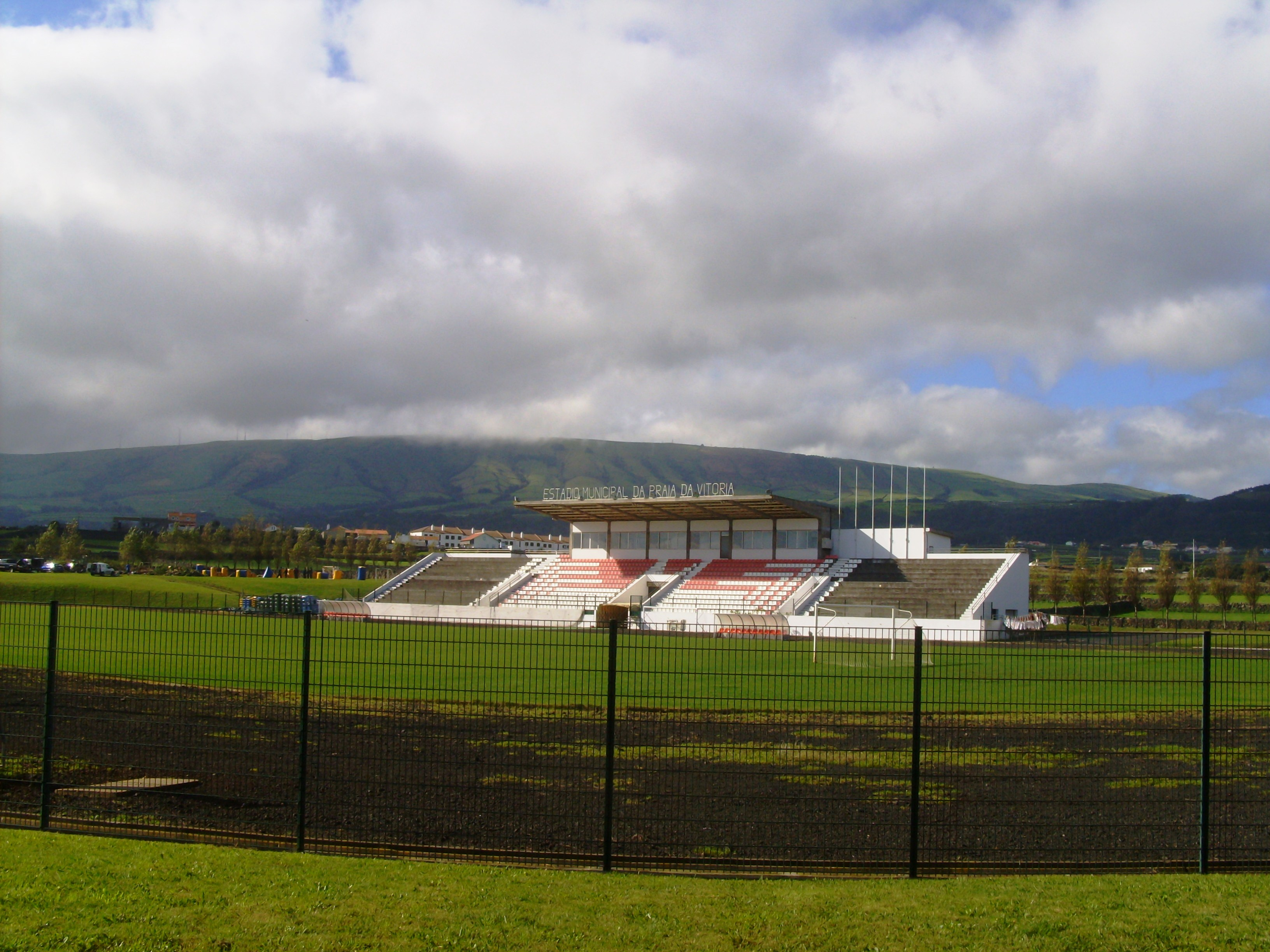
Estádio Municipal de Praia da Vitória, Terceira

- Câmara Municipal da Praia da Vitória
- Casa da Alfândega
- Casa de Vitorino Nemésio
- Casa das Tias de Vitorino Nemésio
- Casa da Roda
- Forno da Telha da Boa Vista
- Forno de Telha à Rua Gervásio Lima
- Hospital da Misericórdia
- Hospital de São Lázaro (Praia da Vitória)
- Lar D. Pedro V (Praia da Vitória)
- Mercado Municipal da Praia da Vitória

### Arquitetura eclesiástica
- Ermida dos Remédios (Santa Cruz)

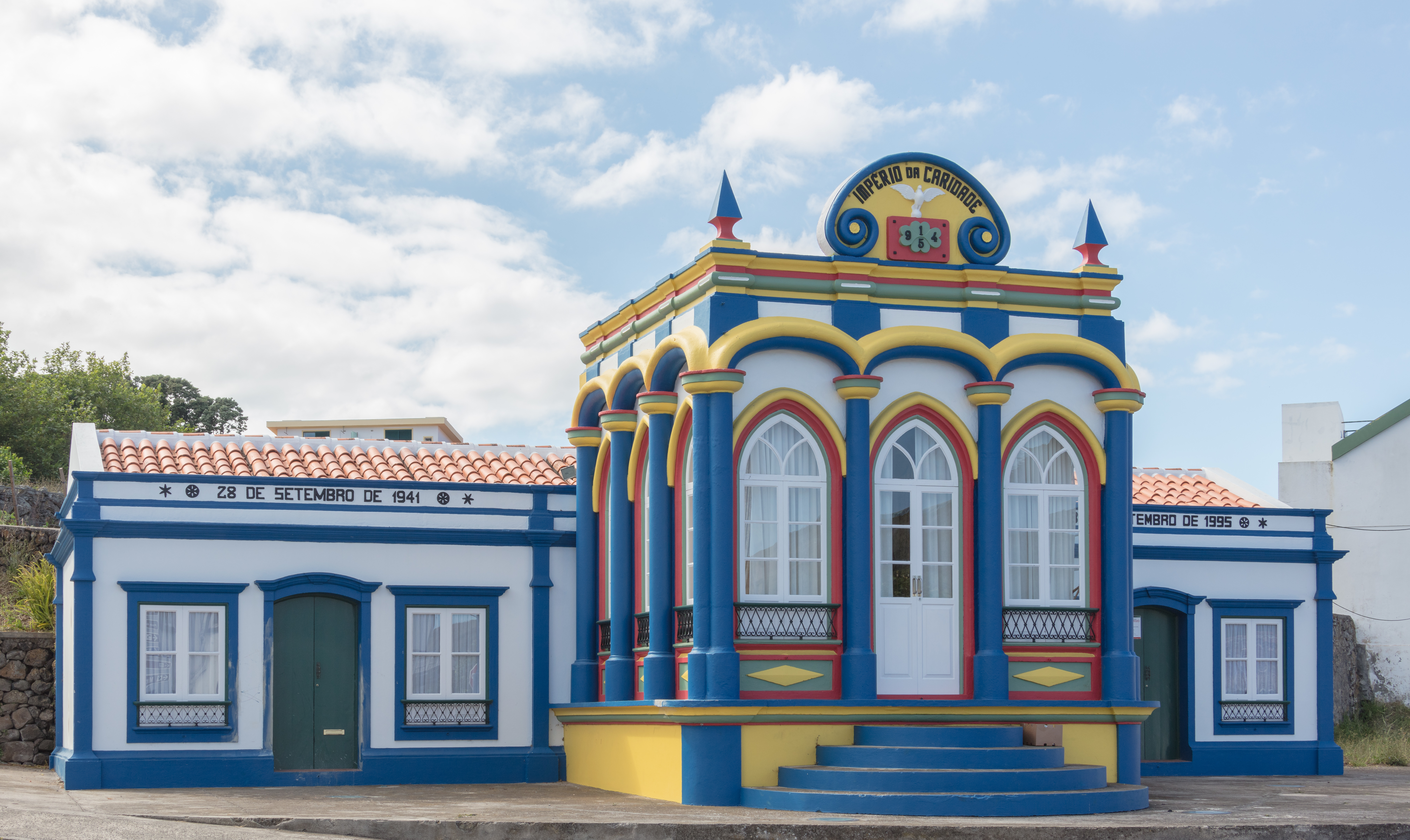
Império do Espírito Santo de Santa Cruz.

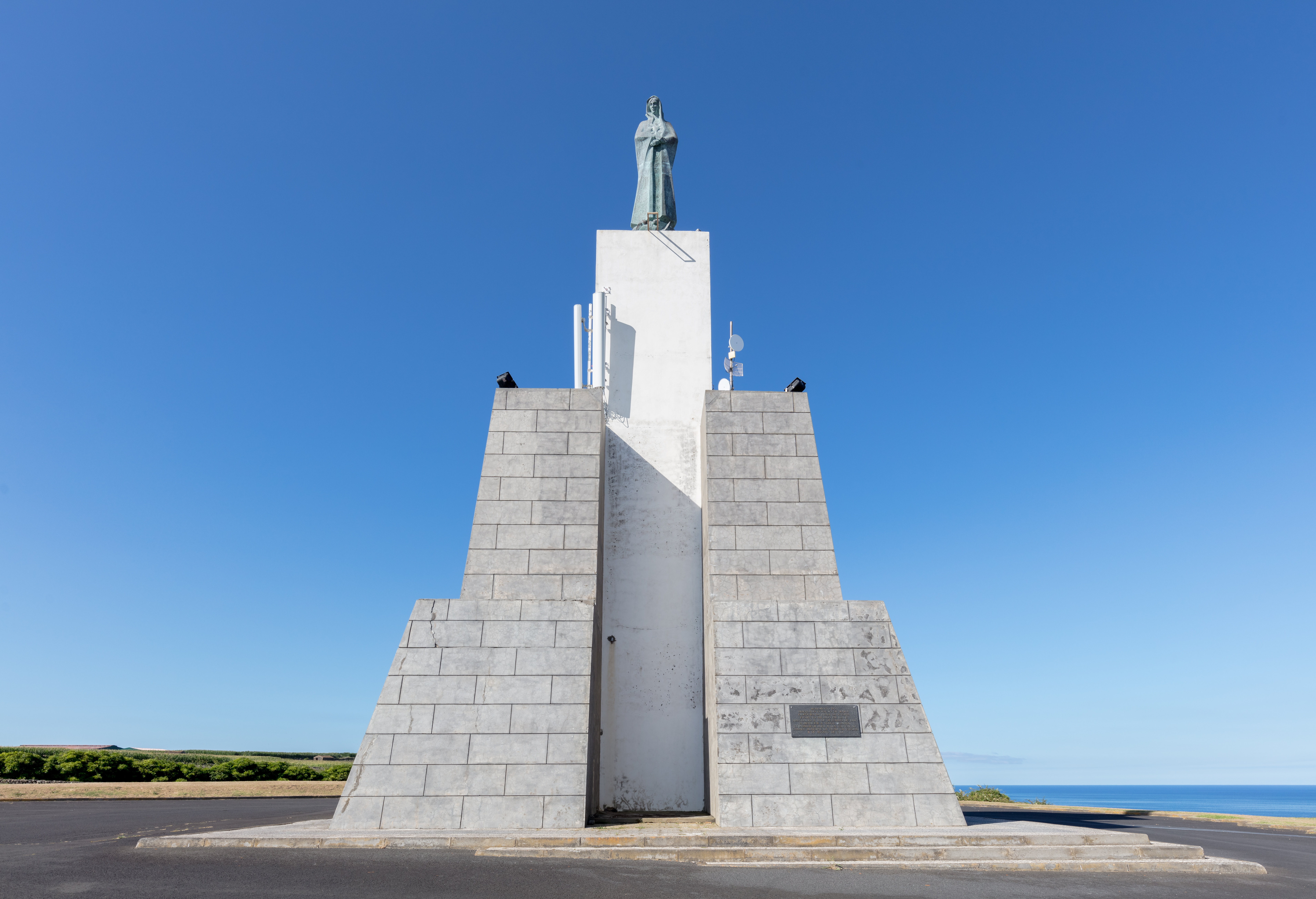
Monumento do Imaculado Coração de Maria.

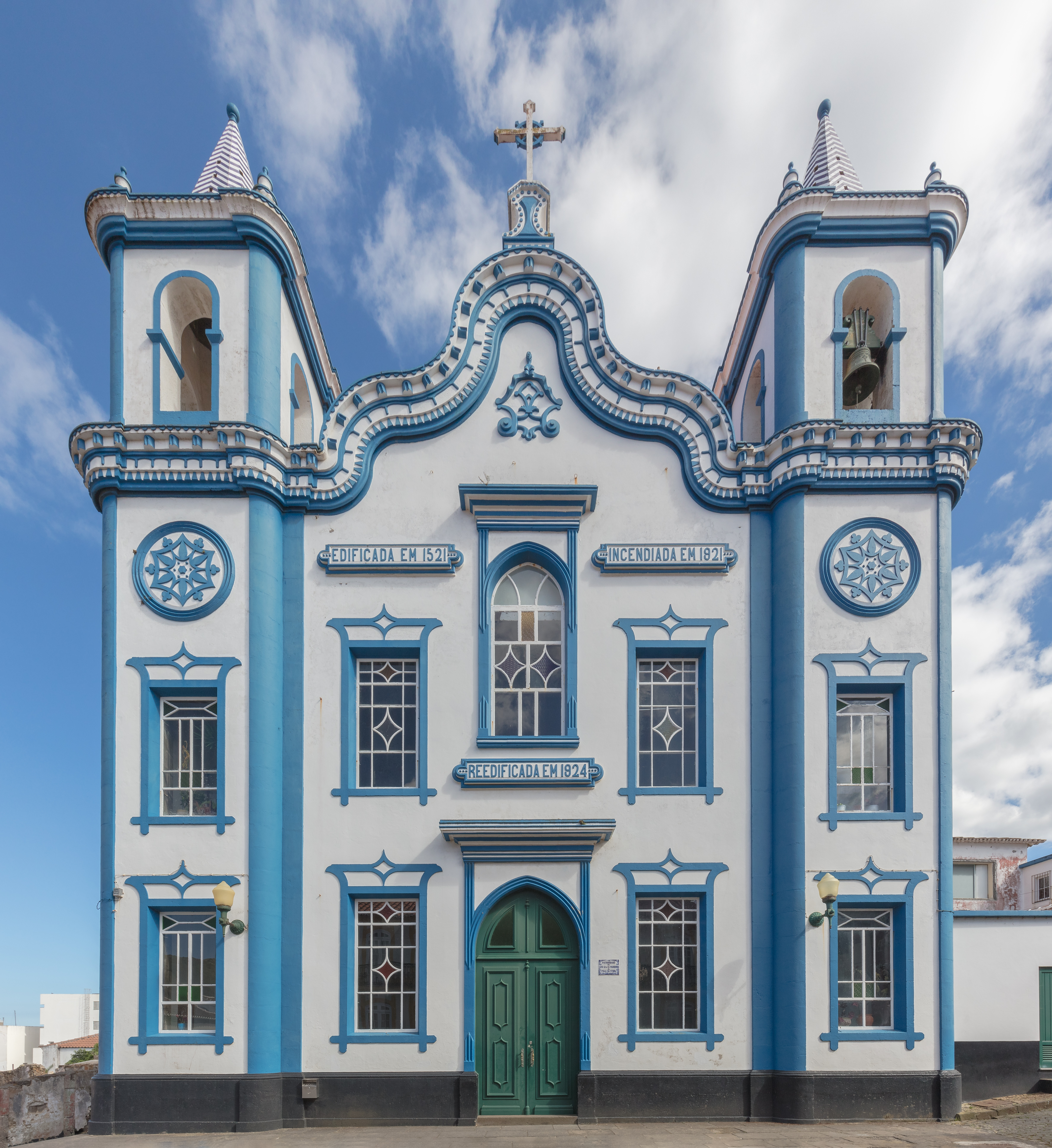
Igreja do Senhor Santo Cristo das Misericórdias.

- Ermida de São Salvador (Santa Cruz)
- Ermida de São Lázaro (Santa Cruz)
- Ermida de Santa Rita (Praia da Vitória)
- Ermida de Santa Catarina (Biscoitos)
- Ermida de Santo António (Fontinhas)
- Ermida de Nossa Senhora dos Remédios (Lajes)
- Ermida de Nossa Senhora do Loreto (Biscoitos)
- Igreja de Santa Cruz (Praia da Vitória)
- Igreja de São José Santa Luzia, Santa Cruz (Praia da Vitoria)
- Igreja do Senhor Santo Cristo das Misericórdias
- Igreja de Santa Bárbara (Fonte do Bastardo)
- Igreja de Santa Beatriz (Quatro Ribeiras)
- Império do Espírito Santo das Quatro Ribeiras
- Império do Espírito Santo da Fonte do Bastardo
- Império do Espírito Santo de Santa Cruz
- Império do Espírito Santo de São Pedro (Santa Rita)

### Arquitetura militar
- Posto Fiscal da Praia da Vitória
- Forte do Espírito Santo (ruínas)
- Forte de Santa Catarina (Cabo da Praia)
- Forte da Rua Longa
- Forte Grande
- Forte do Porto dos Biscoitos
- Forte das Chagas
- Forte de São João
- Forte da Luz
- Forte de Nossa Senhora da Nazaré
- Forte de São Bento
- Forte de São Filipe
- Forte de Santo Antão
- Forte do Porto
- Forte de São Caetano

### Monumentos e fontanários

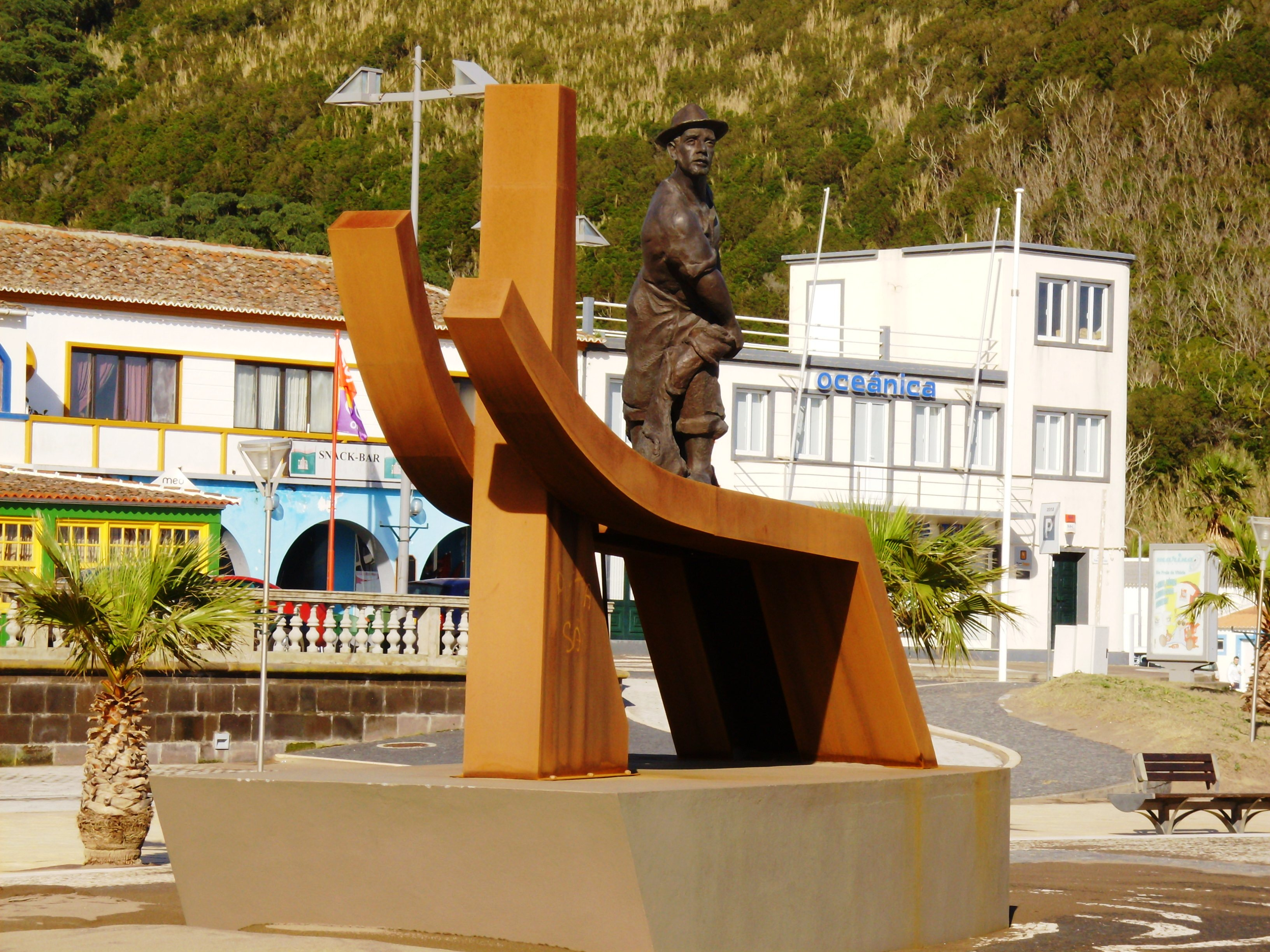
Monumento aos Homens do Mar

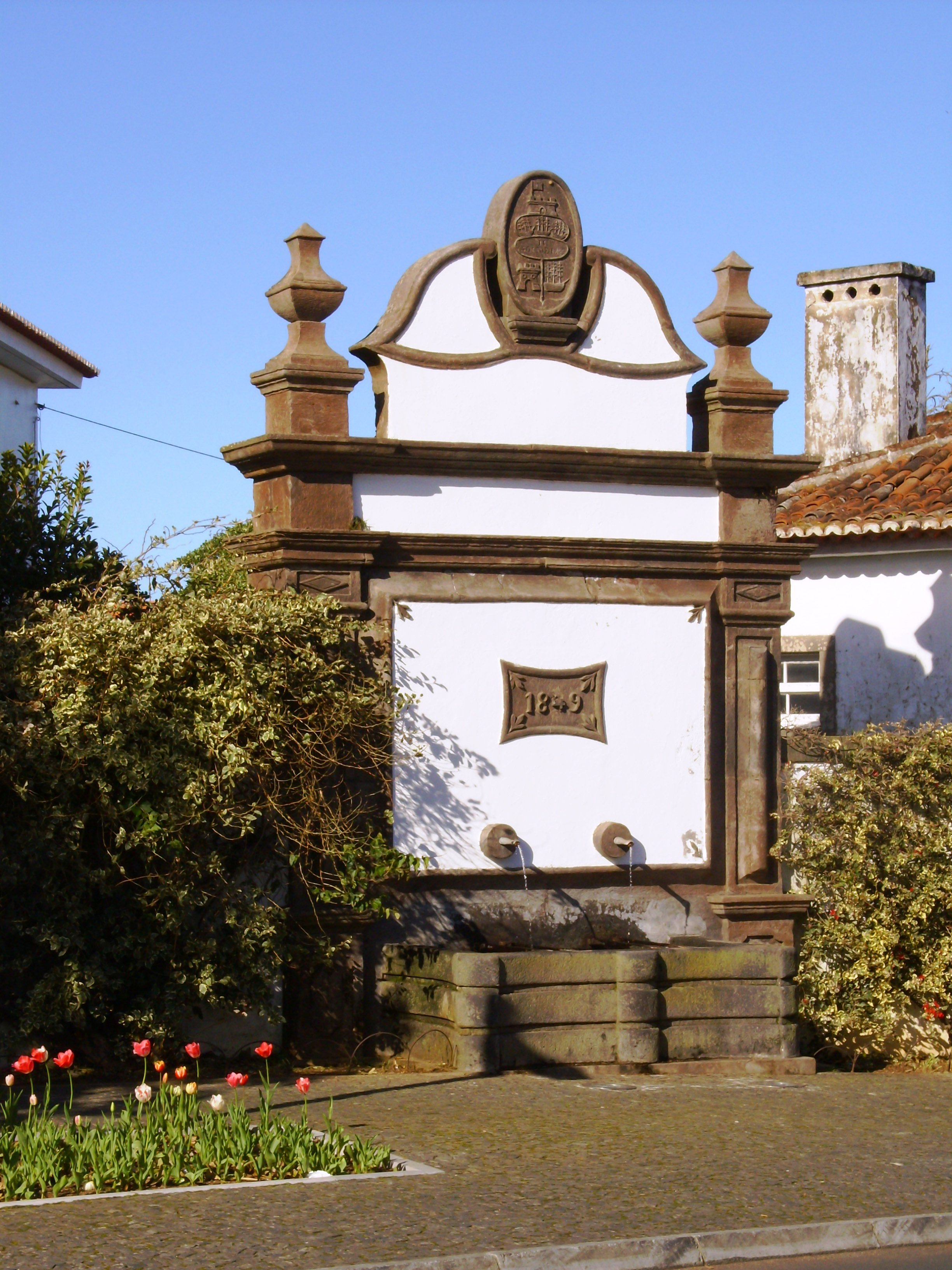
Fontanário

- Azenha da Rua dos Moinhos (Agualva)
- Azenha da Ribeira da Agualva (Vila Nova)
- Busto de Vitorino Nemésio
- Chafariz do Largo Comendador Pamplona
- Chafariz da Cruz do Pico
- Chafariz do Largo da Luz
- Chafariz do Cruzeiro
- Chafariz das Amoreiras
- Chafariz das Fontinhas
- Chafariz do Barreiro
- Chafariz do Cruzeiro das Lajes
- Chafariz da Caldeira das Lajes
- Chafariz das Malícias
- Chafariz da Ribeira da Areia
- Chafariz dos Fundões
- Chafariz das Quatro Canadas
- Chafariz da Ladeira do Cardoso
- Chafariz da Canada da Bezerra
- Chafariz do Pico da Rocha
- Chafariz do Caminho Novo
- Chafariz do Cruzeiro (Quatro Ribeiras)
- Chafariz do Biscoito Bravo (Biscoitos)
- Chafariz do Largo Francisco Maria Brum (Biscoitos)
- Estátua de José Silvestre Ribeiro
- Estátua da Liberdade (Praia da Vitória)

### Logradouros
- Jardim Municipal da Praia da Vitória
- Largo Conde da Praia da Vitória
- Miradouro da Serra do Cume
- Miradouro do Facho
- Miradouro da Virgem Peregrina

## Personalidades

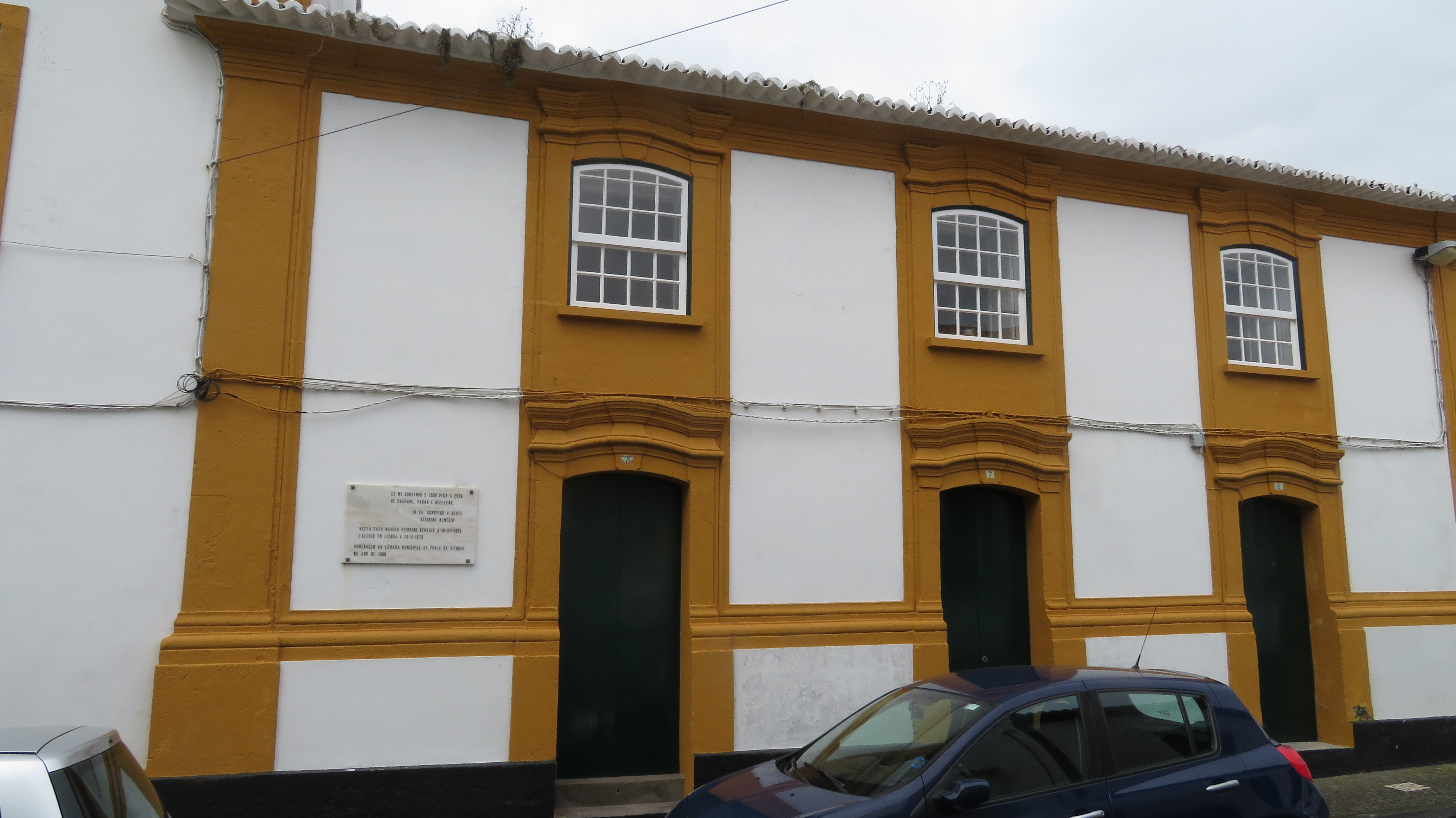
Casa Natal de Vitorino Nemésio

Aqui nasceu um dos mais notáveis escritores portugueses, Vitorino Nemésio, autor de obras como "Mau Tempo no Canal", "Festa Redonda", e "Paço do Milhafre", entre outras.